# ورزشگاه تیچا
ورزشگاه تیچا (بلغاری: Стадион „Тича“)یک ورزشگاه چند منظوره در وارنا، بلغارستان، واقع در منطقه چیکا است. در حال حاضر، ورزشگاه برای مسابقات فوتبال استفاده می‌شود و به عنوان ورزشگاه خانگی چرنو مو وارنا است. گنجایش این ورزشگاه ۸۲۵۰ تماشاگر است.